# Le Timide
Pour plus de détails, voir Fiche technique et Distribution.
Le Timide (The Lamb) est un film américain réalisé par Christy Cabanne, sorti en 1915. Il s'agit du premier rôle de Douglas Fairbanks.

## Fiche technique
- Titre : Le Timide
- Titre original : The Lamb
- Réalisation : Christy Cabanne
- Scénario : Christy Cabanne et D. W. Griffith, d'après la pièce The New Henrietta de Winchell Smith
- Photographie : William Fildew
- Pays de production :  États-Unis
- Format : Noir et blanc - 1,33:1 - Film muet
- Genre : Film d'aventures, Comédie, Western
- Durée : 56 minutes
- Date de sortie : 
  - États-Unis : 7 novembre 1915

## Distribution
- Douglas Fairbanks : Gerald
- Seena Owen : Mary
- Lillian Langdon : la mère de Mary

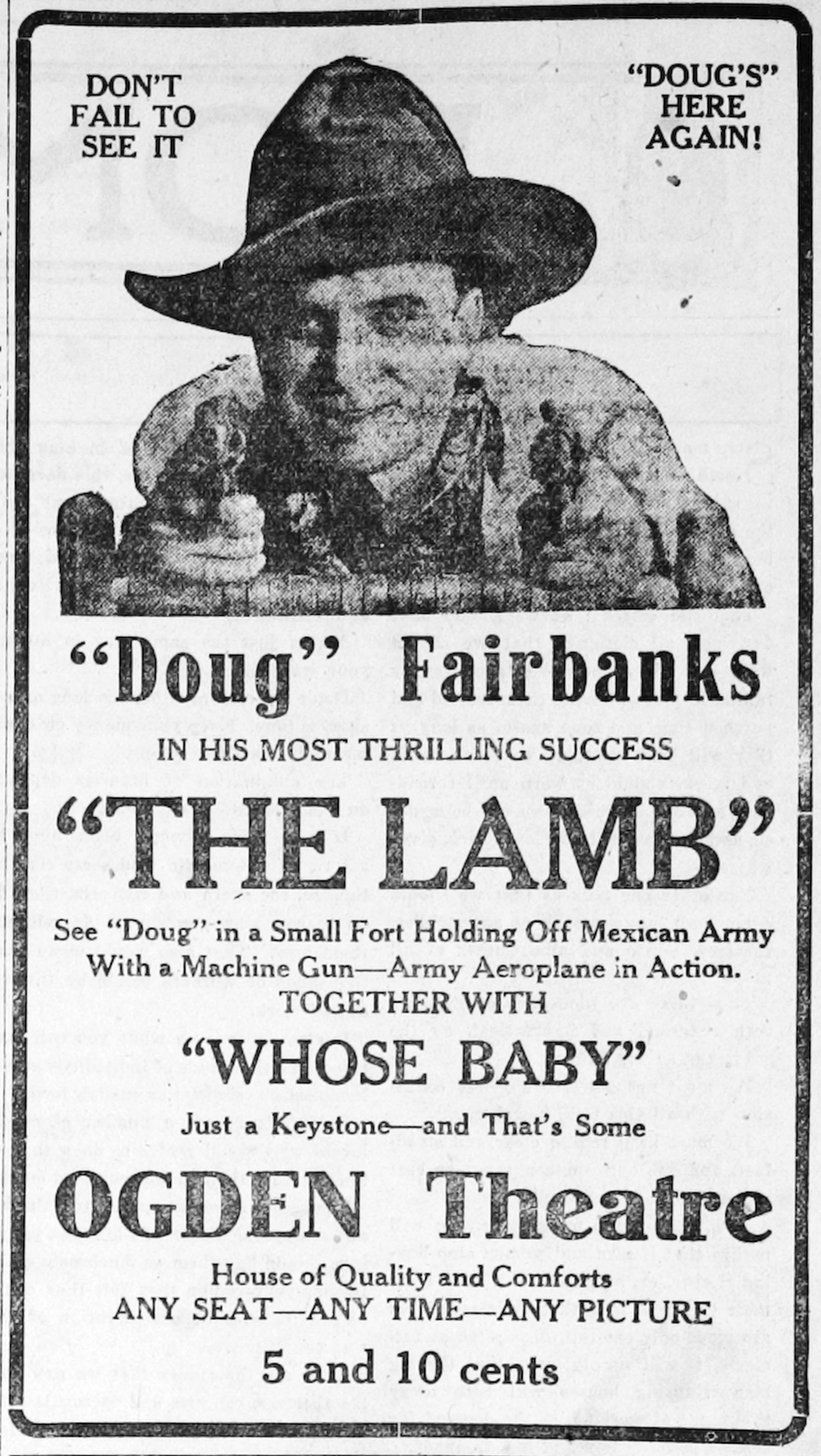
The Lamb (Le Timide) en 1915.

- Monroe Salisbury : le cousin de Mary
- Kate Toncray : la mère de Gerald
- Alfred Paget : Bill Cactus
- William Lowery : le chef indien Yaqui
- Tom Kennedy (non crédité) : le visage pâle incompétent